# Café de olla
Café de olla là một cách truyền thống để chuẩn bị cà phê tại Mexico. Đồ uống này được chuẩn bị truyền thống trong chậu đất sét, một số được làm bởi nghệ nhân. Hương vị đặc biệt của Café de olla là do quế và piloncillo. Đây là loại cà phê được dùng chủ yếu ở vùng khí hậu lạnh và các khu vực nông thôn. Để chuẩn bị café de olla, không thể thiếu chậu vì nó tạo ra hương vị đặc biệt cho cà phê.
Hương vị của Café de olla được tạo bởi các thành phần khác nhau như cà phê hạt, quế và cả piloncillo, đây là một loại kẹo truyền thống của khu vực các quốc gia Argentina, Brazil, Colombia, Cuba, Panamá, Ecuador, Tây Ban Nha, Ấn Độ và Mexico.